# ورزشگاه تختی اردبیل
ورزشگاه تختی اردبیل، ورزشگاهی درون شهر اردبیل در محدوده خیابان هلال احمر و بزرگراه شهدا است. این ورزشگاه یکی از بخش های مجموعه ورزشی تختی اردبیل است. این مجموعه علاوه بر زمین فوتبال شامل سالن چند منظوره آسمانی ، استخر ، سالن کشتی ، سالن وزنه برداری و زمین خاکی تنیس است‌. ورزشگاه تختی اردبیل در فصل ١٣٩١−٩٢ میزبان بازیهای تیم شهرداری اردبیل در مسابقات لیگ دسته یک ایران  جام آزادگان بود که با استقبال چشمگیر مردم فوتبالدوست اردبیل همراه بود.